# 7687 Matthias
7687 Matthias eller 2099 P-L är en asteroid i huvudbältet som upptäcktes den 24 september 1960 av den nederländsk-amerikanske astronomen Tom Gehrels och det nederländska astronomparet Ingrid van Houten-Groeneveld och Cornelis Johannes van Houten vid Palomarobservatoriet. Den är uppkallad efter den tyske amatörastronomen Matthias Busch.
Asteroiden har en diameter på ungefär 4 kilometer.